# Sim Hae-in
Dans ce nom coréen, le nom de famille, Sim, précède le nom personnel.
Sim Hae-in, née le 31 octobre 1987 à Séoul, est une handballeuse internationale sud-coréenne. 
Avec l'équipe de Corée du Sud, elle participe aux jeux olympiques de 2012 où elle finit à la quatrième place. 

## Palmarès

### Sélection nationale
Jeux olympiques
- quatrième aux Jeux olympiques de 2012 à Londres

autres
- troisième du championnat du monde junior en 2005